# Fabricius (cratère)
Pour les articles homonymes, voir Fabricius.
Fabricius est un cratère lunaire situé à la limite de la face visible de la Lune. Il se trouve à côté du cratère Janssen. Il touche la bordure nord-ouest du cratère Metius. Au nord se trouve le très usé cratère Brenner. Plus à l'est, apparaît la perspective de l'imposante Vallis Rheita.
En 1935, l'Union astronomique internationale lui a attribué le nom de Fabricius en l'honneur de l'astronome allemand David Fabricius.

## Cratères satellites
Par convention, les cratères satellites sont identifiés sur les cartes lunaires en plaçant la lettre sur le côté du point central du cratère qui est le plus proche de Fabricius.
| Fabricius | Latitude | Longitude | Diamètre |
| --------- | -------- | --------- | -------- |
| A         | 44.6° S  | 44.0° E   | 45 km    |
| B         | 43.6° S  | 44.9° E   | 17 km    |
| J         | 45.8° S  | 45.2° E   | 16 km    |